# مقاطعة إشتهارد
مقاطعة اشتهارد (بالفارسية: شهرستان اشتهارد) هي مقاطعة تقع في ألبرز في إيران. يقدر عدد سكانها بـ 23,601 نسمة .